# Damaeus fragilis
Damaeus fragilis är en kvalsterart som först beskrevs av Enami och K. Fujikawa 1989.  Damaeus fragilis ingår i släktet Damaeus och familjen Damaeidae. Inga underarter finns listade i Catalogue of Life.